# 反派角色

典型的反派角色形象

反派角色（英語：Villain），又稱奸角（在中國傳統與「忠」相反）、壞人、壞蛋，日本及韓國稱惡役，是故事中的角色類型，扮演邪惡的一方。通常會擔任主角（或主角的朋友、同伴）的對手或故事的對立角色、並會對其他角色帶來負面影響。

## 反派角色的特征
典型的反派角色有着以下特征：
- 邪恶的外表：相貌凶恶、狰狞可怕或猥琐，有些是利用美麗或帥氣的外表誘惑他人，令人感到恐惧
- 邪恶的性格：疯狂、残忍、嗜血、經常嫉妒他人、目睹他人痛苦和失志時感到興奮。
- 邪恶的力量：持有杀伤力强大的武器、能使用凶恶的魔法、能指挥成群的部队等；
- 邪恶的行为：任意杀人、目中無人、大肆破坏、危害公共安全、破坏公共秩序等。

总之，反派角色是邪恶的，重要的反派角色常常集中体现着人类的多种邪念与邪恶行为，可以视为邪恶的化身。
为了丰富反派角色的性格特征、避免作品显得僵硬死板，近年来，许多作品不再将反派角色塑造成单纯的邪恶：大部分作品不再把反派角色的外表设计得凶神恶煞；很多作品描述了敵役在变得如此邪恶之前的经历，通常将其表现为平凡、善良的普通社会成员，因遭到迫害或意外而变得走投无路，萌生了邪念并一步步走上不归路；一些作品着力刻画敵役复杂的性格特征，展现出他们作为人的良知与温情还没有完全消失的一面，显得更加真实而富有感染力。

## 反派角色的種類
- 撒旦：作品中邪惡的化身，英雄人物的主要敵人。通常擁有超凡的智慧與力量。有的擁有龐大的軍隊，有的則率領一群烏合之眾，甚至是孤身一人，但共同特徵是無原因、無目的之純粹邪惡。例如宗教题材作品中的撒但，杰克武士中的阿蛊和蝙蝠俠中的小丑。
- 黑暗魔王：一個全能的邪恶領導人，目標多為支配世界。通常擁有過人的智慧與力量，并率領邪惡勢力。例如星球大戰中的達斯·維達、白卜庭和山达基教的兹努。
- 反派英雄：外貌和能力與英雄近似的邪惡人物。有時會成為某些文學作品和ACG作品的主角。例如瓦里奧、哈利波特的佛地魔、死亡笔记的夜神月和波西傑克森的克羅諾斯以及眠狂四郎、X戰警系列中的黑鳳凰及萬磁王和光之美少女系列的普里姆／至尊天使。
- 超級壞蛋：擁有超能力的邪惡人物，用其強大的能力危害大眾，并經常挑戰英雄人物。例如蜘蛛俠中的綠惡魔、漫威漫畫中的薩諾斯和DC漫畫中的達克賽德。
- 纯粹的邪恶反派角色：一个毫无疑问是邪恶的人物，没有救赎的品质或道德复杂性。其行为完全出于制造伤害、混乱或痛苦的欲望，没有任何悔意或正当理由。通常，这是故事中最恶毒的反派。例如蜘蛛侠的屠杀，奥赛罗的伊阿古，星球大战的白卜庭皇，蝙蝠侠的维克多·萨斯和哈利波特的多洛雷斯·乌姆里奇。
- 女反派角色：女性的邪惡人物。常設定為妖艷迷人的角色，有着引人的美貌和舉動。有时还设定了凄惨的背景与双重性格，在读者、观众中拥有一部分支持者。例如魔笛的夜、空之境界的浅上藤乃或諸多作品中的惡役千金。
- 瘋狂科學家：因為人格的缺陷或在實驗中發生意外而變得瘋狂的科學家，運用其科學技術危害大眾。例如蜘蛛俠中的八爪博士。
- 悲劇性壞蛋：因悲劇事件而產生的邪惡人物。例如蜘蛛俠中的沙人。
- 騙子：狡猾而贪婪的邪恶人物，用花言巧语和欺诈手段谋取私利。
- 小人：沒有主見的邪恶人物，因其他反派角色的影響而產生的次要的反派角色，一般是搞笑角色。
- 第二級反派角色：邪惡勢力中的次要角色，性格不太邪惡，甚至可以展現出善良的一面，能力通常也只是一點小聰明，有時還會表現出滑稽搞笑的一面。例如神奇寶貝系列中的火箭隊、小雙俠系列中的杜倫布賊黨、真珠美人魚中的黑暗戀人等。

## 参看
超级反派
怪人

## 外部連結
- 维基语录上有关反派角色的语录
- 维基共享资源上的相關多媒體資源：反派角色